# Julia Ortiz
Julia Ortiz, é uma cantora e compositora argentina. Junto da cantora Lola Parda, Julia é uma das fundadoras da banda Perotá Chingó.